# Dothiora ribesia
Dothiora ribesia är en svampart som först beskrevs av Christiaan Hendrik Persoon, och fick sitt nu gällande namn av M.E. Barr 1972. Dothiora ribesia ingår i släktet Dothiora och familjen Dothioraceae.   Inga underarter finns listade i Catalogue of Life.
I den svenska databasen Dyntaxa används istället namnet Plowrightia ribesia för samma taxon.  Arten är reproducerande i Sverige.